# Piano
Piano, apócope derivado do italiano pianoforte, é um instrumento musical de cordas percussivas, segundo o sistema de classificação de Hornbostel-Sachs.
Para a produção do som, cada tecla (peça de madeira), ao ser percutida, aciona um único martelo (peça de madeira recoberta por material macio, geralmente o feltro) que, então, toca nas cordas esticadas e presas numa estrutura rígida de madeira ou de metal. As cordas percutidas vibram e produzem o som, que é amplificado pela grande caixa de ressonância. O piano, o clavicórdio e o cravo, embora sejam instrumentos de cordas percutidas, diferem quanto ao mecanismo de produção de som. Em um cravo, as cordas são beliscadas. Em um clavicórdio, as cordas são percutidas por martelos que permanecem em contato com a corda. No piano, o martelo se afasta da corda imediatamente após ser tocada, deixando-a vibrar livremente.
Teve a sua primeira referência publicada em 1711, no "Giornale dei Litterati d'Italia" por motivo da sua apresentação em Florença pelo seu inventor Bartolomeo Cristofori. A partir desse momento, segue-se uma série de aperfeiçoamentos até chegar ao piano atual. A essência da nova invenção residia na possibilidade de dar diferentes intensidades aos sons (algo inexistente no cravo e bastante limitado no pequeno clavicórdio) e, por isso, recebeu o nome de pianoforte (que vai do pianíssimo ao fortíssimo) e, mais tarde, reduzido apenas para piano. Tais possibilidades de matizes sonoras acabaram por orientar a preferência dos compositores face ao clavicembalo.
Os pianos modernos, embora não se diferenciem dos mais antigos no que se refere aos tons, trazem novos formatos estéticos e de materiais que compõem o instrumento. Um piano comum tem, geralmente, oito lás, oito sis bemóis, oito sis, oito dós, sete dós sustenidos, sete rés, sete mis bemóis, sete mis, sete fás, sete fás sustenidos, sete sóis e sete sóis sustenidos, formando um total de 88 notas musicais. Se for um de 97 notas musicais, do tipo Bösendorfer 290, ele terá nove dós, oito dós sustenidos, oito rés, oito mis bemóis, oito mis, oito fás, oito fás sustenidos, oito sóis, oito sóis sustenidos, oito lás, oito sis bemóis e oito sis.
O piano é amplamente utilizado na música ocidental, no jazz, para a performance solo e para acompanhamento. É também muito popular como um auxílio para a composição. Embora não seja portátil e tenha um alto preço, o piano é um instrumento versátil, uma das características que o tornou um dos instrumentos musicais mais conhecidos pelo mundo.

## Tipos de piano
Existem duas versões do piano acústico moderno: o piano de cauda e o piano vertical (piano de armário).

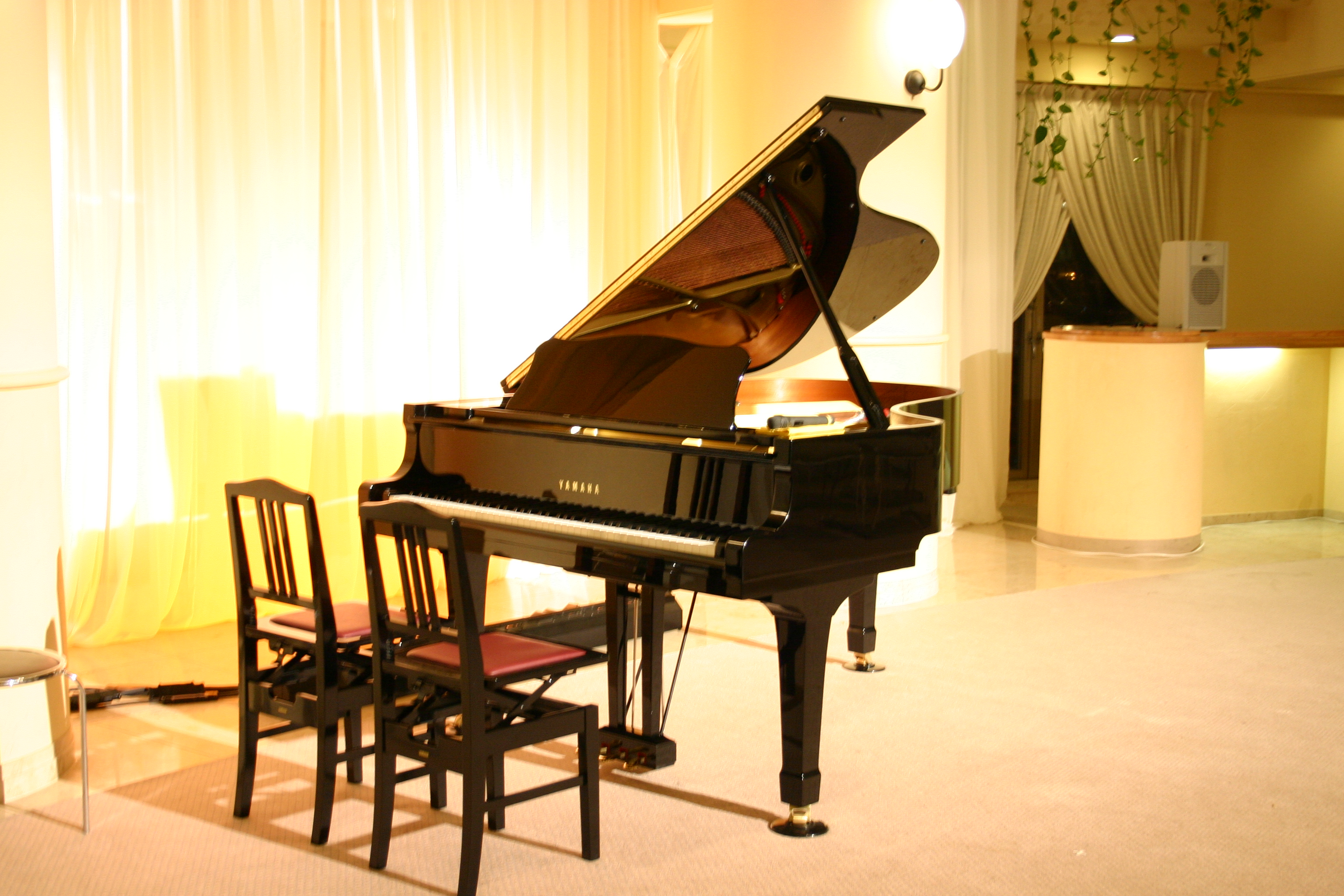
Piano de cauda

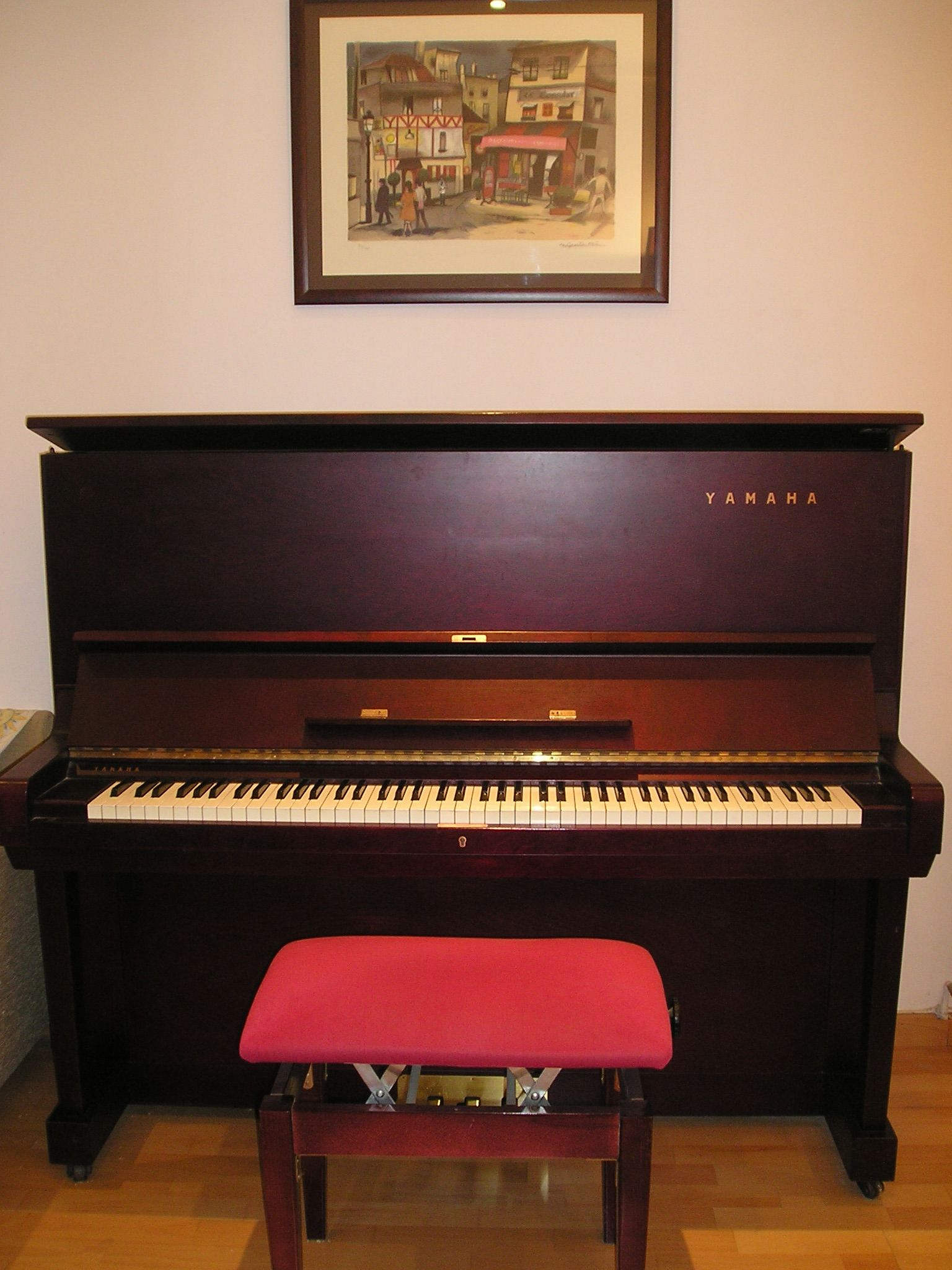
Piano vertical

O piano de cauda tem a armação e as cordas dispostas horizontalmente. Necessita, por isso, de um grande espaço, pois é bastante volumoso. É adequado para salas de concerto com tetos altos e boa acústica. Existem diversos modelos e tamanhos, entre 1,8 e 3 m de comprimento e 620 kg.
O piano vertical tem a armação e as cordas colocadas verticalmente. Sua armação pode ser feita em metal ou em madeira. Os martelos não se beneficiam da força da gravidade.
Pode considerar-se um outro tipo de piano: o piano automático ou pianola. Trata-se de um piano com um dispositivo mecânico que permite premir as teclas numa sequência marcada num rolo.
Alguns compositores contemporâneos, como John Cage, Toni Frade e Hermeto Pascoal, inovaram no som do piano ao colocarem objetos no interior da caixa de ressonância ou ao modificarem o seu mecanismo interno. A um piano assim alterado denomina-se piano preparado.
Há ainda o piano digital que guarda em uma memória eletrônica os timbres (de piano, de cravo, de órgão, etc.) a serem reproduzidos. Difere dos teclados digitais por simular as teclas pesadas dos pianos acústicos e também por imitar o seu formato externo. Possui certos atributos e vantagens inexistentes nos pianos acústicos: a capacidade de alterar o volume eletronicamente, de permitir o uso de fones de ouvido para estudo silencioso, além de sua maior facilidade de transporte e acondicionamento em ambientes menores.

## Mecanismos

### Teclado

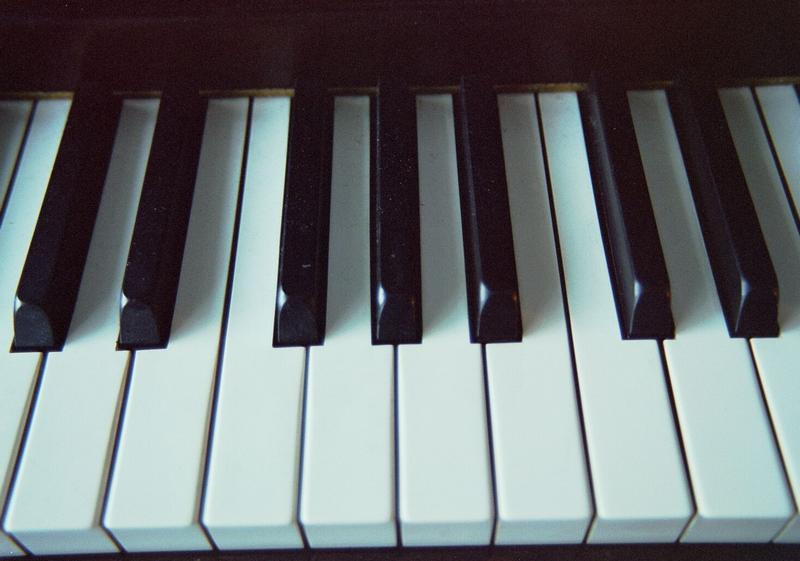
Teclas do piano

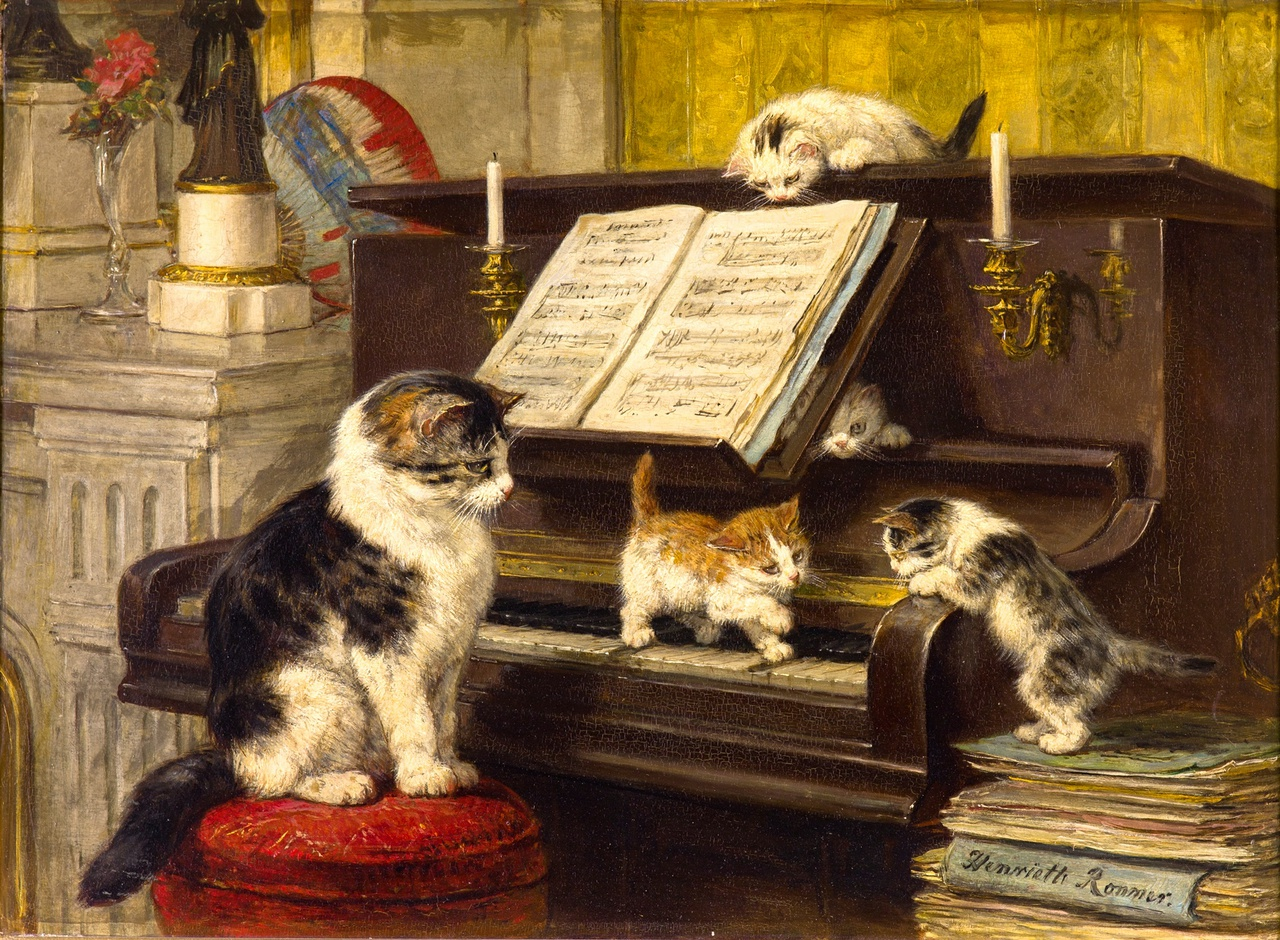
Henriëtte Ronner-Knip (1897)

Praticamente todos os pianos modernos têm 88 teclas (sete oitavas mais uma terça menor, desde o Lá-2 (ou A0 científico) (27,5 Hz) ao Dó 7 (ou C8 científico) (4 186 Hz)). Muitos pianos mais antigos têm 84 teclas (exatamente sete oitavas, desde o Lá-2 (A0 científico) (27,5 Hz) ao Lá 6 (A7 científico) (3 520 Hz). Também existem pianos com oito oitavas, da marca austríaca Bösendorfer ou de marca francesa Stephen Paulello. Tradicionalmente, as teclas das notas naturais (dó, ré, mi, fá, sol, lá e si) são brancas, e as teclas dos acidentes (dó ♯, ré ♯, fá ♯, sol ♯ e lá ♯ na ordem dos sustenidos e as correspondentes ré ♭, mi ♭, sol ♭, lá ♭ e si ♭ na ordem dos bemóis) são da cor preta, feitas de madeira, sendo as pretas revestidas geralmente por ébano e as brancas de marfim (já em desuso e proibido no mundo) ou de material plástico.

### Pedais
Pedais são componentes importantes do piano. Os pianos têm geralmente dois ou três pedais, sendo sempre o da direita o que permite que as cordas vibrem livremente, dando uma sensação de prolongamento do som. Permite executar uma técnica designada legato, como se o som das notas sucessivas fosse um contínuo, como na harpa. Compositores românticos do século XIX como Frédéric Chopin usaram este pedal com bastante frequência.
O pedal esquerdo é denominado una corda. Nos pianos de cauda, ele desvia muito ligeiramente a posição dos martelos. Isto faz com que uma nota que habitualmente é executada quando o martelo atinge em simultâneo três cordas soe mais suavemente, pois o martelo atinge somente duas. Nos primeiros pianos, o desvio permitia que apenas uma corda fosse percutida.
Nos pianos verticais, o pedal esquerdo consegue obter um efeito semelhante ao deslocar os martelos para uma posição de descanso mais próxima das cordas.
O pedal central, denominado sostenuto, possibilita fazer vibrar livremente apenas a(s) nota(s) cujas teclas estão acionadas no momento do acionamento dos pedais. As notas atacadas posteriormente não soarão livremente, interrompendo-se assim que o pianista soltar as teclas. Isso possibilita sustentar algumas notas enquanto as mãos do pianista se encontram livres para tocar outras notas, o que é muito útil ao realizar, por exemplo, passagens em baixo contínuo. O pedal sostenuto foi o último a ser acrescentado ao piano. Atualmente, quase todos os pianos de cauda possuem esse tipo de pedal, enquanto que entre pianos verticais ainda há muitos que não o possuem. Muitas peças do século XX requerem o uso desse pedal. Um exemplo é "Catalogue d'Oiseaux", do compositor francês Olivier Messiaen.
Em muitos pianos verticais, nos quais o pedal central de sostenuto foi abolido, há, no lugar do pedal central, um mecanismo de surdina, que serve para abafar o som do instrumento.

## A afinação de um piano

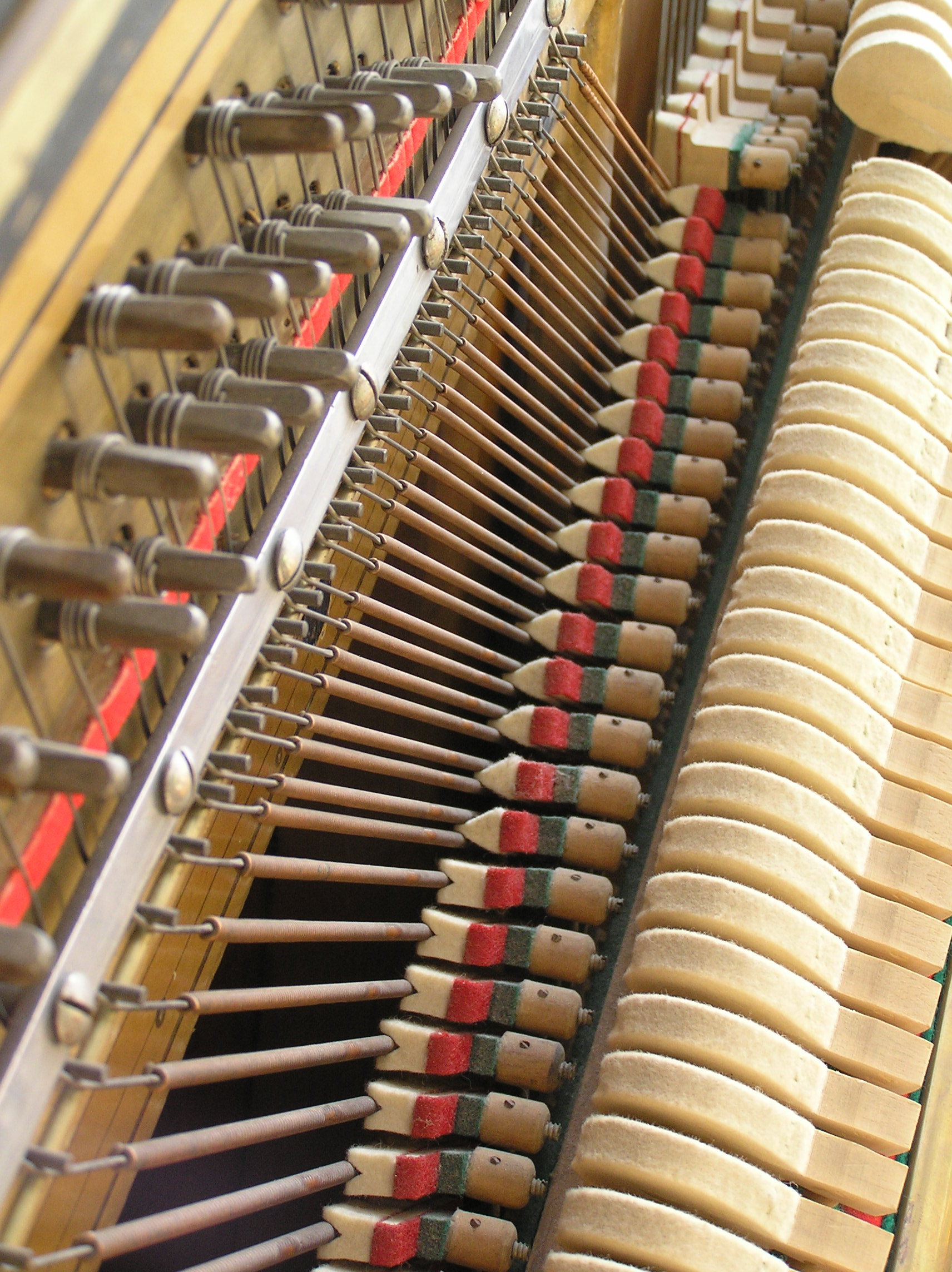
Os martelos e as cordas do piano

Não é possível em um instrumento com teclado ou com trastes obter quintas, terças e oitavas perfeitamente justas no sentido físico do termo, ou seja, perfeitamente consonantes. Em outras palavras, se forem afinadas todas as quintas sem batimento, haverá batimentos para a oitava. E as terças não serão justas. Para chegar a oitavas perfeitas, o afinador tem que encurtar uma ou mais quintas. O temperamento de uma escala é exatamente o ajuste dos intervalos entre as notas, afastando-os do seu valor natural harmônico, para fazer com que os intervalos caibam em uma oitava.
No sistema de temperamento igual (o mais adotado atualmente no Ocidente), os intervalos de quinta, terça e quarta não são perfeitamente consonantes. Mas o seu batimento é bem suportável e o ouvido contemporâneo já se habituou a ele. Só as oitavas são perfeitas. As quartas aumentadas (ou quintas diminutas), ainda que não sejam consonantes, também têm seu valor harmônico exato.
Atualmente, depois de afinarem bem cada quinta, os afinadores encurtam-na ligeiramente temperando-a até que se ouça uma flutuação distinta de volume que tem um som ondulante - o batimento. Na oitava central do piano, as quartas e quintas devem soar com aproximadamente um batimento (uma ondulação) por cada dois segundos, enquanto as terças maiores e as terças menores devem criar aproximadamente três batimentos por segundo.
Exceto as oitavas, nenhum outro intervalo irá soar "puro" acusticamente, embora a impureza seja suficientemente fraca para ser tolerável pelo ouvido. Somente assim é possível fazer com que que uma mesma melodia tocada em várias tonalidades soe do mesmo modo.
Além disso, os bons afinadores de piano aumentam as oitavas nos graves e nos agudos, para terem em conta as características da perceção auditiva humana. O que acontece é que o material com que são feitas as cordas provoca a existência de harmônicos ligeiramente mais elevados do que os que correspondem a razões de inteiros, fazendo com que uma oitava só soe bem se for ligeiramente aumentada. Tipicamente, as oitavas mais graves acabam por ficar cerca de 35 cents mais curtas e as mais agudas 35 cents mais longas do que a oitava central. O efeito é menor num piano de cauda, por ter cordas mais longas.
E não se deve, de fato, utilizar um temperamento igual nos agudos porque, com um temperamento igual, se executarmos passagens menos rápidas nas regiões agudas, usando terças, já surgem cerca de 40 batimentos por segundo, o que cria uma espécie de "linha de baixo fundamental" abominável ao ouvido, muito perto do verdadeiro baixo, que soa como se estivesse a ser tocada num instrumento desafinado.
É de referir que um piano normalmente fica, pelo menos, ligeiramente desafinado quando é transportado ou quando é sujeito a fortes correntes de ar.

## Piano na música contemporânea
Nas últimas décadas, o piano manteve a sua relevância não apenas na música clássica e no jazz, mas também na música contemporânea e popular. Com a evolução das tecnologias digitais, músicos independentes passaram a utilizar plataformas como TikTok, YouTube e Instagram para divulgar composições para piano, explorando estilos minimalistas e modernos.
Esta nova geração de pianistas utiliza o instrumento tanto em gravações acústicas tradicionais quanto em produções digitais, mesclando o piano com elementos de música eletrônica, pop e cinematográfica. Artistas como Gibran Alcocer demonstram como o piano pode atingir audiências globais contemporâneas, promovendo a fusão entre tradição e inovação.

## Pianistas notáveis
- Biografias de pianistas por país